# Hancockia papillata
Hancockia papillata is een slakkensoort uit de familie van de Hancockiidae. De wetenschappelijke naam van de soort is voor het eerst geldig gepubliceerd in 1932 door O'Donoghue.